# Ukraine on Fire
Ukraine on Fire(2016) E Revealing Ukraine(2019) è un film documentario diretto da Igor' Lopatënok.
Oliver Stone, produttore della pellicola, intervista alcuni importanti personaggi sulla rivoluzione ucraina del 2014 come Vladimir Putin e Viktor Janukovyč.
La pellicola racconta la storia dell'Ucraina a partire dal XVII secolo fino al 2016, descrivendo nel dettaglio la formazione del nazionalismo ucraino.

## Trama
Si parla di eventi come l'etmanato cosacco, la rivoluzione russa (1917-1921), l'occupazione dell'Ucraina da parte delle truppe austro-tedesche, il trattato di Brest-Litovsk, l'incorporazione dell'Ucraina nell'Unione Sovietica, il collaborazionismo ucraino nella seconda guerra mondiale, il massacro di Volyn, gli anni '90, la rivoluzione arancione, la rivoluzione ucraina del 2014, il referendum sullo status della Crimea, gli scontri di Odessa, la guerra del Donbass, l'abbattimento del volo MH17 e altri eventi significativi.
Per tutto il film, il presidente russo Vladimir Putin, l'ex presidente ucraino Viktor Janukovyč e l'ex ministro dell'Interno ucraino Vitalij Zacharčenko, nonché il giornalista statunitense Robert Parry, vengono intervistati, principalmente da Oliver Stone, sugli eventi della recente storia dello stato dell'Ucraina.

## Distribuzione
Presentato al Taormina Film Festival, il docufilm è uscito negli Stati Uniti il 18 luglio 2017; non è stata distribuita una versione doppiata in italiano ma è possibile usufruire dei sottotitoli.